# Barneveld (Wisconsin)
Barneveld é uma vila localizada no estado norte-americano de Wisconsin, no Condado de Iowa.

## Demografia
Segundo o censo norte-americano de 2000, a sua população era de 1088 habitantes. 
Em 2006, foi estimada uma população de 1205, um aumento de 117 (10.8%).

## Geografia
De acordo com o United States Census Bureau tem uma área de 
3,5 km², dos quais 3,5 km² cobertos por terra e 0,0 km² cobertos por água. Barneveld localiza-se a aproximadamente 240 m acima do nível do mar.

## Localidades na vizinhança
O diagrama seguinte representa as localidades num raio de 20 km ao redor de Barneveld. 